# Meszes-hegység
A Meszes-hegység (románul: Munții Meseș) az Erdélyi-középhegység vagy más néven az Erdélyi-szigethegység egy északi kistája, mely Szilágy megye délkeleti részén húzódik, délnyugat-északkelet irányban.

## Fekvése
A középhegység válaszvonalként emelkedik a tőle nyugatra eső dombvidék és a keletre fekvő Erdélyi-medence északnyugati kistájai között. Északnyugaton és északon a Szilágyság dombjai (Krasznamenti- és Szilágymenti-dombság) ölelik körbe, keleten  az Almás–Egregy-medence dombjai sorakoznak. Délen a Sebes-Körös völgye választja el a Kalota-havastól, nyugaton pedig a Réz-hegységhez csatlakoznak a Meszes hegyei.

## Nevének eredete
Nevét a hegység belsejében található sok mészkőről kapta.

## Földrajza
A többnyire sűrű erdővel borított hegység a Király-erdőhöz hasonlóan az Erdélyi-szigethegység alacsonyabb részei közé tartozik. Magassága átlag 700 méter. A Réz-hegységtől a Plopis-hágó választja el. 
Legmagasabb csúcsa a Perjei-Magura 988 méteres magasságával. Ezt követi a Terbete 868 m tengerszint feletti magasságával, valamint a mojgrádi Magura 504 méteres magasságával.   
A Meszes-hegységnek nagyobb völgyei nincsenek, csak Zilah és Magyaregregy közt van egy mélyebb hágó, melyen át az országút is halad.
A  Meszes-hegységről lefutó patakok által kialakult mély patakvölgyek a középhegységet több kisebb egységre osztják. A lefutó patakok vizeit a hegy lábánál déli–északi irányba folyó Kraszna, Zilah-patak, Egregy és Almás vize gyűjti össze. A patakok vízállása változó, különösen a kisebb patakoké időszakos. Csak a hóolvadás és a záporok alkalmával növekszik meg vízszintjük, és okoz árvizeket a Meszes rövid, meredek lejtőin.
- Az Almás-patakba ömlő nagyobb patakok: az Almás forrásának tekinthető Fiddi-patak és a Báboli-patak, mely a Meszes-hegység déli gerebenhegyi magaslatáról ered.
- Az Egregybe – mely a Perjei-Magura keleti lejtőiről ered – ömlő nagyobb patakok: Szentgyörgy-patak, Darvas-patak és Zsákfalvai-patak.
- A Kraszna vízgyűjtőjéhez tartozó jelentősebb patakok: Kólicza-patak, Pónicza-patak, Sereden-patak, Ökrös-patak.
- A Zilah-patakot a forrásvidéken még Pálkert-pataknak nevezik, a vízgyűjtőjéhez tartozó nagyobb patakok: Köszörű-patak, Mice-patak, Sarnás-patak és a Zilah-patak, amelynek Zilah fölött Palkert-patak a neve. Majádnál ömlik a Krasznába.

## Ásványi kincsei
- mészkő, homokkő, gipsz, alabástrom, dácittufa, csillámpala.

## Növény- és állatvilága
- Főképp tölgy- és bükkerdők borítják. Az erdők talaján sok gombafaj megtalálható, például a kucsmagomba, szarvasgomba, csiperke és a „fekete hiriba” (azaz ízletes vargánya).
- Állatvilágához tartozik az őz, róka, nyúl, nyest is, de az 1900-as évek elején nem volt ritka a borz, vadmacska és a farkas sem.
- A madárvilága is gazdag, fellelhető a vörös kánya, ölyv, sas, örvös galamb, vadgerle, erdei szalonka és a „libuc” (azaz bíbic) is.

## Nevezetességek
- Meszesi kapu – Az Egregybe ömlő Várteleki-patak által kialakított szoros Zilahtól keletre.
- Porolissum – Római erőd Mojgrád fölött.
- Sárkányok kertje – Különös formájú sziklaszirtek Zsibó közelében,  Almásgalgó mellett. A látványos képzdőmények valójában már az Almás–Egregy-medence dombjait ékesítik.
- Vízesések – Az Egregy mellékágain: Vármező környékén és a Ördögkút (Treznea) határában az Ördögkúti(Treznea)-patakon vannak.
- Lajos-barlang – és környékének dolinákban gazdag karsztforrásai.

## Külső hivatkozások
- Turistatérkép (románul)